# Осама Джеляль
Осама Джеляль (араб. أسامة جلال, масрі اسامه جلال, нар. 17 вересня 1997, Танта) — єгипетський футболіст, захисник клубу «Пірамідс».
Виступав, зокрема, за клуб «ЕНППІ Клуб», а також національну збірну Єгипту.

## Клубна кар'єра
Народився 17 вересня 1997 року в місті Танта. Вихованець футбольної школи клубу «ЕНППІ Клуб»}.
У дорослому футболі дебютував 2016 року виступами за команду «Петроджет», у якій провів один сезон, взявши участь у 4 матчах чемпіонату. 
Згодом з 2017 по 2019 рік грав у складі команд «ЕНППІ Клуб» та «Міср-Ель-Макаса».
Своєю грою за останню команду знову привернув увагу представників тренерського штабу клубу «ЕНППІ Клуб», до складу якого повернувся 2019 року. Цього разу відіграв за каїрську команду наступні два сезони своєї ігрової кар'єри.
До складу клубу «Пірамідс» приєднався 2021 року. Станом на 31 грудня 2023 року відіграв за каїрську команду 40 матчів в національному чемпіонаті.

## Виступи за збірні
У 2017 році залучався до складу молодіжної збірної Єгипту. На молодіжному рівні зіграв у 3 офіційних матчах.
З 2019 по 2021 рік  захищав кольори олімпійської збірної Єгипту. У складі цієї команди провів 10 матчів. У складі збірної — учасник футбольного турніру на Олімпійських іграх 2020 року у Токіо.
У 2022 році дебютував в офіційних матчах у складі національної збірної Єгипту.